# Lalaria
Lalaria är ett släkte av svampar. Lalaria ingår i familjen häxkvastsvampar, ordningen Taphrinales, klassen Taphrinomycetes, divisionen sporsäcksvampar och riket svampar.
|         | Taphrina                           |
|         |                                    |
| Lalaria | \| \| Lalaria populina \| \| \| \| |
|         | \| \| Lalaria populina \| \| \| \| |
|         | Lalaria populina                   |
|         |                                    |

|  | Lalaria populina |
|  |                  |